# 常數 (編程)
在程序设计中，常数又稱常量（英語：Constant），是一个在程序正常执行过程中不會被程序改变的值，也就是说，这个值是恒定的。常數可以分為不同的數據類型。各大編程語言中都有常數這個概念。